# Rubén del Campo Ferreira
Rubén del Campo Ferreira  (Fribourg, 22 de febrero de 2000) es un futbolista hispano-suizo que actualmente juega de delantero en el UCAM Murcia C. F. de la Segunda Federación.

## Trayectoria
Es un futbolista formado en las categorías inferiores del FC Fribourg, FC Schoenberg, SC Düdingen y BSC Young Boys. 
En la temporada 2017-18, firma por el Club Atlético de Madrid y el delantero es asignado al juvenil "A", donde jugaría durante dos temporadas.
En la temporada 2019-20, forma parte de la plantilla del Club Atlético de Madrid "B" de la Segunda División B de España.
El 17 de enero de 2020, firma por el FC Famalicão de la Primeira Liga y es asignado a su filial de la Liga Revelaçao sub-23, por el resto de la temporada.
El 9 de julio de 2020, hace su debut en la Primeira Liga con el FC Famalicão, en un encuentro frente al SL Benfica que acabaría con empate a uno.
En la temporada 2020-21, forma parte de la primera plantilla del FC Famalicão en la Primeira Liga, pero el 31 de enero de 2021 es cedido al CD Numancia de la Segunda División B de España, con el que disputa 12 partidos.
El 23 de agosto de 2021, firma por la UD Melilla de la Segunda Federación en calidad de cedido por el FC Famalicão, disputando 32 partidos y anotando 10 goles.
El 4 de julio de 2022, firma por el San Fernando C. D. de la Primera Federación.
El 21 de enero de 2025 es presentado como nuevo jugador del UCAM Murcia C. F. de la Segunda Federación.

## Clubes
| Club                        | País     | Año           |
| --------------------------- | -------- | ------------- |
| Club Atlético de Madrid "B" | España   | 2019-2020     |
| FC Famalicão                | Portugal | 2020-2022     |
| CD Numancia (cedido)        | España   | 2021          |
| UD Melilla (cedido)         | España   | 2021-2022     |
| San Fernando C. D.          | España   | 2022-2023     |
| Atlético Ottawa             | Canadá   | 2023-2025     |
| UCAM Murcia C. F.           | España   | 2025-presente |

### Selección nacional
Del Campo es internacional con la selección de fútbol sub-16 de Suiza, sub-17, sub-18, sub-19 y sub-20.